# 真壁友枝
真壁友枝（日语：／ Makabe Tomoe，1974年11月28日—），日本女子柔道运动员。她曾代表日本参加1998年亚洲运动会柔道比赛，获得女子48公斤级金牌。她也曾获得1999年亚洲柔道锦标赛女子48公斤级银牌。